# Rimini Miramare
Rimini Miramare (włoski: Stazione di Rimini Miramare) – stacja kolejowa w Rimini, w regionie Emilia-Romania, we Włoszech. Znajdują się tu 2 perony.